# Elizabeth Garrett Anderson
Elizabeth Garrett Anderson, född som Elizabeth Garrett den 9 juni 1836 i Whitechapel, London, död 17 december 1917 i Aldeburgh, Suffolk, var en brittisk läkare och feminist. Hon var den första kvinnan i England som avlade läkarexamen.
Elizabeth Garrett vägrades inträde till medicinska fakulteter och bedrev då istället privata studier. Hon fick sin läkarlegitimation av Society of Apothecaries i London 1865. Hon grundade en medicinsk fakultet för kvinnor, som blev New Hospital for Women. Idag heter sjukhuset Elizabeth Garrett Anderson Hospital (på Euston Road i London), ett sjukhus för kvinnor med endast kvinnlig personal. Garrett Anderson var även delaktig i att grunda London School of Medicine for Women.
År 1871 gifte hon sig med affärsmannen James Anderson och de fick tillsammans tre barn. År 1908 valdes hon till borgmästare i Aldeburgh i Suffolk. Hon blev då den första kvinnliga borgmästaren i England.
Vid 72 års ålder blev hon medlem i suffragetternas organisation Women's Social and Political Union. Hon gick emellertid ur organisationen 1911, eftersom hon ogillade dess mordbrandkampanj.